# Roger Blench
Roger Blench (ur. 1953) – brytyjski językoznawca i antropolog, specjalista w zakresie języków afrykańskich.
Prowadził badania terenowe w Afryce Subsaharyjskiej, Azji Południowo-Wschodniej, a także w brazylijskiej Amazonii.

## Publikacje (wybór)
- (1992) An index of Nigerian languages[3]
- (1997) Theoretical and Methodological Orientations[4]
- (1998) Archaeological Data and Linguistic Hypotheses[5]
- (1997) Artefacts, Languages and Texts[6]
- (1999) Language Change and Cultural Transformation[7]
- (2005) The Peopling of East Asia: Putting Together Archaeology, Linguistics and Genetics[8]
- (2006) Archaeology, language, and the African past[9]